# Přímá demokracie
Přímá demokracie označuje demokratickou formu vlády, ve které je vůle lidu přímo přenášena do procesu politického rozhodování. V přímé závislosti na systémovém modelu užití může v praxi zahrnout prvky, jako jsou: přímé tvoření zákonů lidem, losování do státních úřadů, přímou volbu, referenda, odvolatelnost úředníků a politiků či konečnou kontrolu politického rozhodování. Dvě hlavní formy přímé demokracie jsou participativní demokracie a deliberativní demokracie.

## Politologická teorie a pohled na praxi
V současnosti je v politologické teorii tento termín definován jako typ demokracie, který vzniká rozlišením dle výkonu vlády lidu a je typický tím, že lid vykonává svou moc bez zástupců.
V teoretickém pojetí politologů (a dříve politických filosofů) tento pojem v klasickém období popisoval státní zřízení antické polis jako byly především starověké Athény. V tomto klasickém teoretickém pojetí jde o protipól zastupitelské demokracie. V moderním pojetí termínu je zahrnut celý soubor „přímých doplňků“ k zastupitelské demokracii, kterými je volič vtažen do procesu politického spolurozhodování. Popsání typů demokracie a jejich fungování se věnovala řada myslitelů politické teorie – například Jean-Jacques Rousseau (viz Rousseauovo pojetí přímé demokracie), John Stuart Mill, John Locke, Alexis de Tocqueville, Josef Alois Schumpeter, Hannah Arendtová, Cornelius Castoriadis či Benjamin Constant) – ale i současní politologové jako např. Vít Hloušek, Wilfried Marxer, Zoltán Tibor Pállinger či Helge Batt a řada dalších (viz "Literatura").
Wilfried Marxer například poukázal na skutečnost, že ryzí přímá demokracie tak, jak vznikla ve starověkých Athénách, je realizovatelná jen ve státě s relativně malým počtem obyvatel. Marxer ve spolupráci s Pállingerem dále vysledovali funkcionální deficit zastupitelské demokracie (pasivita občanů, lobby zájmových skupin), a vyřkli tezi, že ho lze odstranit přijetím prvků přímé demokracie (jako referendum, přímá volba) při zachování existence zastupitelské demokracie. Stejného názoru je i Helge Batt.
Wolf Linder, který se zabýval prvky přímé demokracie na modelu švýcarské polopřímé demokracie, stanovil její tři efekty, a to za prvé začlenění témat, které vycházejí z požadavků lidu, do politické diskuse, za druhé mohou lidové iniciativy zrychlovat politický rozhodovací proces a za třetí funguje jako efektivní vyjádření nespokojenosti se současným politickým stavem.
Andreas Gross o přímé demokracii ve švýcarské praxi píše, že její přednosti jsou nepopiratelné – vzdálenost mezi občany a politickou třídou je podstatně menší než jinde, identifikace a spokojenost občanů se státem větší, zastupitelská demokracie je reprezentativnější, politické systémy jsou otevřenější, návrhům zespodu a zvenku přístupnější, politická kultura je komunikativnější, není možné nařizovat, zato ale naslouchat, diskutovat a přesvědčovat, různorodá společnost se dá lépe integrovat, všichni se musí naučit respektovat ostatní názory a pohledy na věc. To všechno jsou nároky, které moderní, stejně dobře vzdělaní jako informovaní občané více než kdy jindy dnes na politiku kladou. A i proto mohou tyto zkušenosti inspirovat další vyspělé země, jako např. Německo, k jejím zavedení. Což by umožnilo sociální, občanské znalosti dát k dispozici k prospěchu všech. A právě to, že tyto schopnosti dnes leží ladem je zdrojem frustrace tolika občanů.
Bruno S. Frey, Reiner Eichenberger, Marcel Kucher a Alois Stutzer (vycházející z IEW Univerzity Curych a působící v dalších institutech) zkoumají, měří a porovnávají souvislosti mezi ekonomikou a prosperitou (economy), mírou participace a přímé demokracie (institutions) a spokojeností (happiness). Dokládají, že čím větší participace a přímá demokracie (jako i snadnější přístup k iniciativám a referendům) tím větší prosperita a spokojenost.
„... empirické poznatky o přímé demokracii ... prosperita je mnohem vyšší v jurisdikcích se silnějšími politickými právy / silnější přímou demokracií ... nejen ... proto, že lidé si vice cení lepších politických výsledků, ale i vyšší účasti na samotném politickém procesu ...“
„... institucionální faktory ve formě přímé demokracie (lidové iniciativy a referenda) a federální struktury (místní samospráva) systematicky a signifikantně zvyšují individuální spokojenost ... s politickými rozhodnutími bližšími občanům, stejně jako s procesními nástroji politické participace ...“
K tematice Happiness, Economy and Institutions např. Eichenberger a Stadelmann píší, že ekonomické úspěchy jsou výsledkem dobré hospodářské a finanční politiky, která je výsledkem angažmá řady příslušných politiků. A to je zase formováno politickými institucemi. Tak například Švýcarsko je jedna z nejbohatších zemí s vysoce spokojenými obyvateli, prostě proto, že má velmi dobré politické instituce, rozvinutý federalismus vycházející ze silných malých jednotek (obcí, kantonů), navzájem dobře spolupracujícími, a přímou demokracii (vysokou participaci). Ale také např. Němci, Američané, Skandinávci jsou na tom dobře, pokud dbají na odpovídající podmínky, nebo si je (v potřebném rozsahu) vytvářejí. Ve všech těch pozitivních případech hraje (v politice) rozhodnou roli decentralizace a s ní spojená otevřená politická soutěž mezi obcemi, regiony, jednotlivými členskými státy a nezávislými zeměmi. Z pohledu moderní ekonomie tyto podmínky vytvářejí, díky federalistické konkurenci a skutečné lokální odpovědnosti, prosperitu a růst. Umožňují efektivně využívat omezené veřejné zdroje, vysokou daňovou morálkou občanů, malý ale zato kompetentní státní aparát/správu a dávat politikům podněty k rozumné regulaci ekonomiky. Decentralizace také odlehčuje spolkovou/ústřední vládu, která se tak může zaměřit na své skutečné úkoly. Tyto podmínky také napomáhají vzniku nových efektivních institucí – tak například byly dluhový strop nebo nový, dále vyvinutý systém finanční kompenzace (probíhající především mezi kantony, obcemi) vyvinuty na kantonální úrovni a pak přeneseny na federální úroveň Švýcarska. A navíc decentralizace umožňuje dobře fungující politickou soutěž, vycházející z lokální a národní úrovně. Ve federativních, spolkových zemích existuje řada politiků s poměrně dobře viditelným a kontrolovatelným výkazem práce. Proto se tam i volební kampaně a politický diskurs vyznačují věcnou tematikou a mnohem méně dutými sliby.
Na konferenci "Přímá demokracie, ale jak?", v březnu 2011 v Berlíně představil Reiner Eichenberger začátek práce na projektu srovnávajícím dvě evropské země, dvě z těch s nejvyšší spokojeností, a prosperitou, na světě – Dánsko a Švýcarsko – jejíž příčiny on a jeho team Univerzity Freiburg/Fribourg předpokládají ve vysokém stupni participace v obou zemích. Přičemž Dánsko nezná ty instrumenty přímé demokracie, které jsou ve Švýcarsku běžné (jako lidové iniciativy a referenda).

## Principy přímé demokracie

### Principy athénské přímé demokracie
Počátek přímé demokracie je možné datovat do 6. století př. n. l., kdy archont Solón zavedl reformy vedoucí k demokratizaci systému. Politické pravomoci byly postupně rozděleny mezi Radu pěti set, Lidový sněm a Porotní soudy. Vrchol athénské demokracie nastal za vlády Perikla v 5. století př. n. l. Athénská přímá demokracie byla vysoce exkluzivní. Na věcech veřejných se podíleli jen svobodní občané mužského pohlaví a určitého věku. Ze čtvrt milionu obyvatel Athén se na politickém rozhodování podílela sotva čtvrtina. Systém athénské přímé demokracie si vynucoval několik podmínek: za prvé existenci otroků, kteří zajišťovali volný čas občanům, kteří ho věnovali věcem veřejným, za druhé odlišné chápání svobody, jíž chápali jako svobodu kolektivní, na rozdíl od současného chápání individuální svobody a za třetí vysokou vzdělanost občanů v oboru správy věcí veřejných, rétoriky apod. Lidový sněm byl vrcholem procesu tvorby politiky, účastnili se ho všichni svobodní občané a drželi určitou míru zákonodárné, výkonné i soudní moci. Rada pěti set fungovala jako procedurální a přípravný výbor sněmu. K ochraně demokracie sloužil tzv. ostrakismus, ve kterém občané rozhodovali, zda nějaký demagog neohrožuje demokracii. Ostatní soudní záležitosti spravovali Porotní soudy, jež tvořili svobodní občané vybráni losem.

### Principy moderní přímé demokracie
V moderních státních zřízeních jde o doplnění zastupitelské demokracie o prvky přímé demokracie.

#### Typologie hlavních nástrojů moderní přímé demokracie
(dle Helge Batt)

##### Pozitivní nástroje přímé demokracie
Výčet tzv. "pozitivních nástrojů" přímé demokracie, tedy iniciačních a vytvářecích:

###### občanský podnět
Občanský podnět – nezávazné vyjádření veřejného mínění o navrhovaných zákonech. (viz též petice)

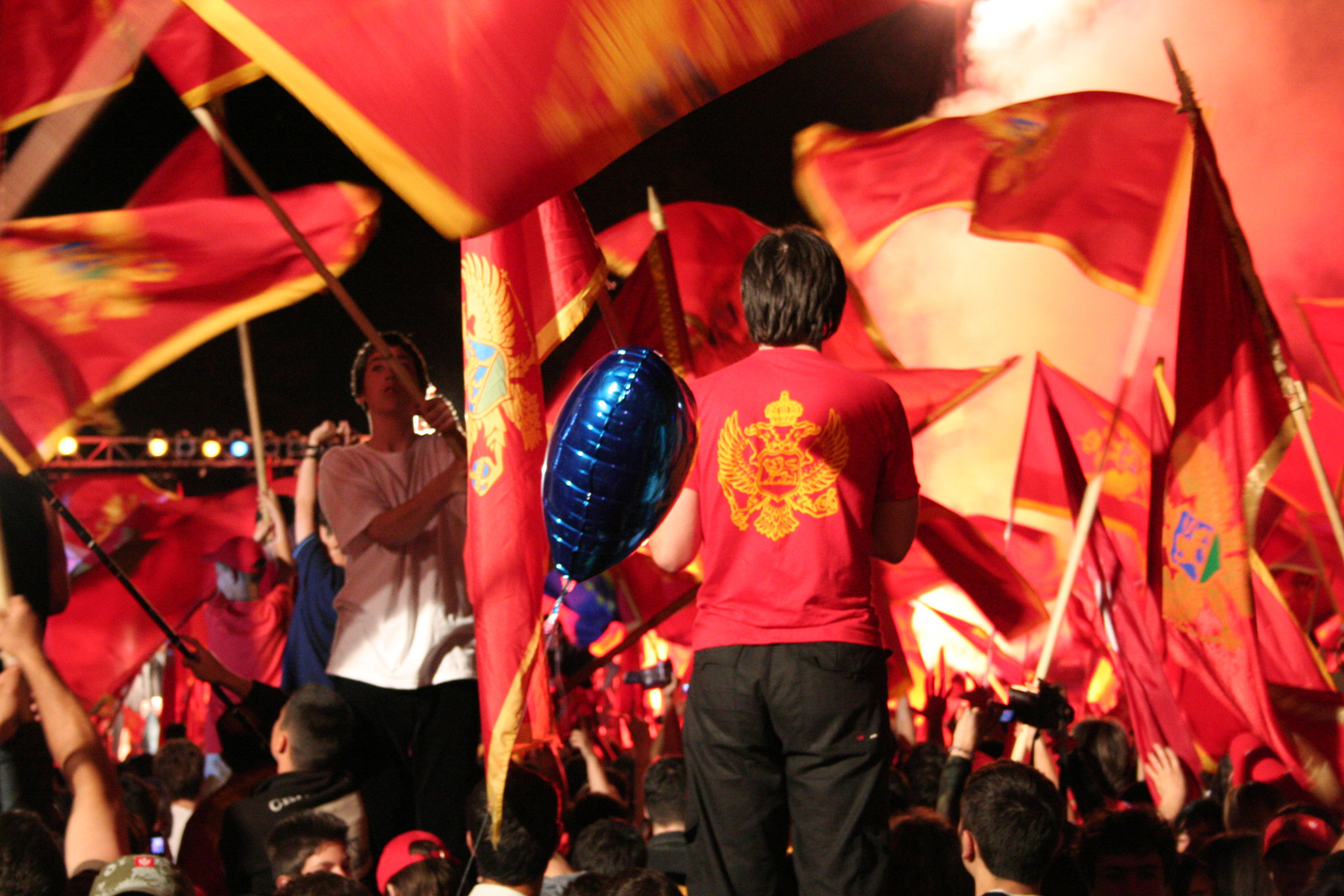
Lidé v Cetinje oslavují výsledky referenda o nezávislosti Černé Hory v roce 2006

###### referendum
referendum – návrh zákona je předložen občanům k posouzení:
- fakultativní referendum (nepovinné): v tomto případě přichází návrh na referendum buď z parlamentu,[pozn. 2] nebo je referendum iniciováno voliči (splňuje-li počet jejich hlasů příslušné kvórum pro vypsání tohoto druhu referenda);
- obligatorní referendum (povinné pro voliče): pro případy předepsané zákonem nebo ústavou (zpravidla pro změny ústavy[pozn. 2]); vede však k trestání voličů za neúčast. (Například právě ve Švýcarsku byl již nějak trestán vězením téměř každý občan: Třeba i jen na týden, právě za neplnění "volební povinnosti".)

###### lidová zákonodárná iniciativa
Lidová iniciativa – umožňuje lidu navrhnout a prosadit zákon, pokud návrh získá dostatečný počet podpisů občanů a/nebo podporu Parlamentu. Může však přinést více přitíží než užitku, protože návrh snadno může být nedomyšlen, s neočekávanými důsledky, nesystémový. Dalšími podobnými iniciativami mohou být tzv. pokyny voličů (jako petice a deputace) či všelidová diskuse (nezávazně používána v lidových demokraciích), které však referendem nezačínají hned platit, nýbrž "jen" vzniká zákonodárcům povinnost tématem se zabývat.

###### plebiscit
Plebiscit je formou lidového zákonodárství, iniciovanou a vyhlášenou parlamentem či vládou ad hoc.

##### Negativní nástroje přímé demokracie
Výčet tzv. "negativních nástrojů" přímé demokracie, tedy zastavovacích nástrojů, typicky pro obranu občana přez zvůlí zastupitelů:

###### lidové veto
Lidové veto umožňuje lidu vyjádřit se pro potvrzení přijetí, či zamítnutí, zákona již schváleného mocí zákonodárnou. Dle působnosti se dělí na lokální a celostátní.

###### přímá odvolatelnost zastupitelů
Odvolatelnost poslanců (pro imperativní mandát) nepatří do základních rysů přímé demokracie a v praxi vedl k deformaci systému a závislosti poslanců. V současnosti se téměř nepoužívá.[zdroj⁠?!] Tato zkušenost se však týká ještě nevyvinutých demokracií[zdroj?] – tak právě naopak (než Hloušek uvádí), i právo na odvolání zastupitele, mimo dalších politických práv, vedlo (např.) ve Švýcarsku k rozvoji demokracie, a sice natolik, že toto právo dnes již není nutné používat.

#### Typologie hlavních procesů a souvislostí moderní přímé demokracie
Zejména z modelu polopřímé demokracie Švýcarska:
- Společenská diskuse (tvoření diskurzu zapojením občanů a nejrůznějších skupin)
- Symetrická federace (federace „zdola“)
- Všeobecné hlasovací a volební právo (a to i právo odvolávat zvolené úředníky)
- Existence hnutí za demokracii (důležité v dobách počátků demokracie) a lidská práva
- Hledání konsensu (kolegialita)
- Konzultační proces a subsidiarita
- Spolková ústava a vláda (ústava schvalována v závazných referendech, stejně jako i její doplňky a změny, a neustále měněná lidovými iniciativami, pokud v referendech přijaty)
- Nositelem suverenity je lid (každý občan)

## Elektronická přímá demokracie
Elektronická (přímá) demokracie je považována za jednu z forem (přímé) demokracie, pro sběr hlasů využívající telekomunikační techniku. Související pojmy jsou open source governance a collaborative governance.
Na internetu je dostupná spousta aplikací pro podporu elektronické přímé demokracie, některé z nich jsou sdruženy např. v komunitě metagovernment, další z řady komunit, sloužících pro sdílení standardů a dalších informací o projektech. Dále např. Piráti používají LiquidDemocracy a LiquidFeedback.
Ideál elektronické demokracie (e-demokracie) vznikl při rozvoji internetu, který nabízí levnou a rychlou informovanost a možnost podpory participace občanů a současně by měl zprostředkovávat komunikaci s poslanci. Nicméně má i řadu kritiků, kteří upozorňují na nebezpečí populismu a manipulace. Přímá e-demokracie „nabízí možnost navrácení athénské formy“, nicméně nepřináší výše zmíněné nutné podmínky pro její fungování.
Nezbytné je spojení e-demokracie s demokratickou praxí, která je (pokud už je), zaručena politickými právy občanů – aby „forma neodvedla od podstaty věci“.
Elektronická, polopřímá demokracie (prvky zastupitelské i přímé demokracie současně) byla rozpracována ve formě projektu zadání internetového volebního programu IVP&R na stránkách www.ivpr.cz.

## Přímá demokracie v praxi
V Evropě, vyjma Švýcarska, proběhlo v letech 1945 až 1995 tři sta celostátních referend. Častými jsou referenda v Itálii, Irsku a samozřejmě především ve Švýcarsku, kde probíhají lidová hlasování pravidelně každý třetí měsíc, dnes převážně tzv. „korespondenční formou“.

### Polopřímá demokracie

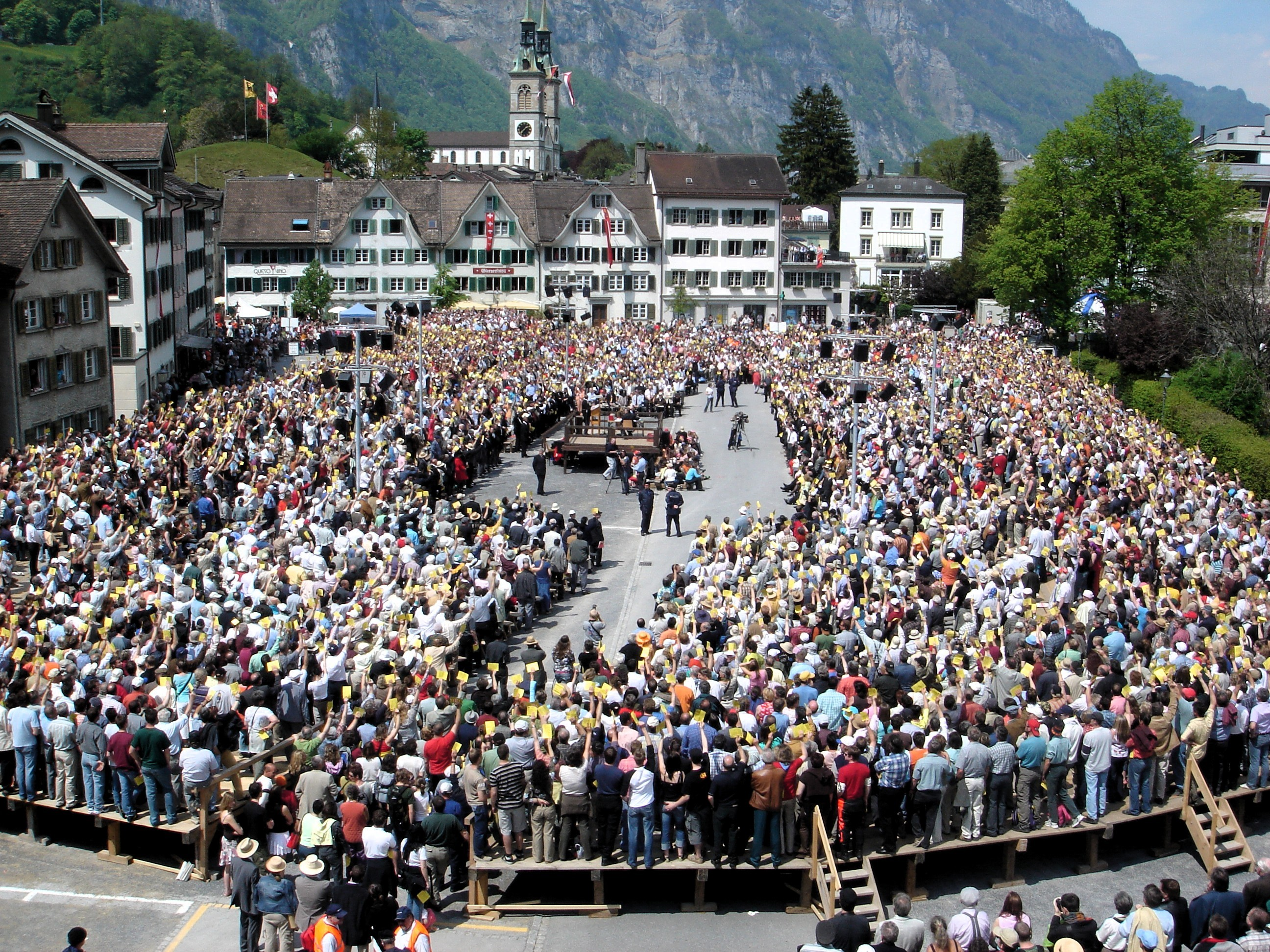
Lidové shromáždění voličů tzv. Landsgemeinde v kantonu Glarus

V současnosti neexistuje žádný stát s, pohledu teorie ostře vykládanou, přímou demokracií. V praxi, teoreticky viděno, existuje jen kombinace přímé a zastupitelské demokracie s větší převahou přímých prvků v podobě „polopřímé demokracie“, a to zejména ve Švýcarsku, jež je ovšem specifickým výsledkem kontinuity staletého vývoje, čímž jeho zkušenosti někteří autoři, jako např. Vít Hloušek, považují za „prakticky nepřenositelné“.
Moderní demokracie Švýcarska se vyvíjí od poloviny 19. století, kdy se – po poslední válce, občanské v roce 1847 – Švýcaři rozhodli, neúčastnit se jakýchkoliv válek, ani jiných násilných konfliktů. Praxe moderní švýcarské demokracie je nejen předmětem řady vědeckých rozborů a činnosti renomovaných institutů, i jimi inspirovaných vědců jako např. v ČR Petr Chmelík (MU Brno), tak zejména i inspiruje řadu hnutí, která se zasazují o více demokracie, včetně demokracie přímé, na lokální a státní úrovní, ale i na úrovni tzv. transnacionální.

### Požadavky

#### Jiřího Poláka(DDEV)
Např. podle názoru Jiřího Poláka a jeho skupiny Direct Democracy Euro-Vision (DDEV) by „polopřímá demokracie“ měla mít charakter následujících 8 podmínek:[zdroj⁠?!]
- Ústava musí být přijata výhradně referendem
- Zákonodárná a výkonná moc musí být důsledně oddělené a výkonná musí být podřízena zákonodárné
- Volby zastupitelů všech stupňů musí být voleni v jednomandátových obvodech jako fyzické osoby. Volební kandidátky podle stran jsou nepřípustné.
- Volení zastupitelé musí být odvolatelní kdykoli v průběhu svého mandátu, když o tom rozhodnou jejich voliči
- „Prezidenti“ (federace, spolkových států, kantonů, krajů, obcí: primátoři a starostové) všech stupňů musí být voleni přímou volbou občanů
- Občané-voliči musí mít právo vyvolat referendum o jakékoli otázce, zejména v zahraniční politice a obraně)
- Zastupitelé musí pracovat v hranicích svého mandátu, ke kterému se zavázali
- Občané musí být plně-transparentně informováni o rozhodnutích, přijímaných (bez referenda) zastupitelskými orgány

#### PožadavkyMehr Demokratie
Požadavky pracovní skupiny hnutí Mehr Demokratie
na kvalitu přímé (polopřímé), participativní, kooperativní demokracie:
4 stupně (a kritéria) intenzity
- informace, komunikace
- dialog, diskuse, diskurs a konsens
- spolupráce, společná řešení a konkordance
- spolurozhodování a spoluzodpovědnost

4 podmínky, předpoklady (a kritéria) kvality
- transparentnost, integrita
- otevřenost/přístupnost, integrace a kompetence
- závaznost, spolehlivost (a pravdivost, srozumitelnost)
- stálost, kontinuita a vývoj (evoluce)

Postupným dosažením, uskutečněním a větší kvalitou jednotlivých podmínek a procesů stoupá i kvalita celková. Účelem tohoto návrhu je najít, zejména i pro praxi, jasná kritéria a dobrý způsob, jak posuzovat (= analytická, examinační, metrická část) a porovnávat (= komparativní část) konkrétní procesy a/nebo projekty (= empirická část). Tímto způsobem pak identifikovat možnosti jejich zlepšení a dalšího vývoje (= akční, evolutivní, procesní část).